# Mogiła Berka Joselewicza
Mogiła Berka Joselewicza – pojedyncza mogiła, znajduje się w Białobrzegach, gmina Kock, powiat lubartowski, w niewielkiej odległości od drogi Białobrzegi – Kock. 
Pochówku dokonano w 1809 roku, w miejscu zgonu pułkownika Księstwa Warszawskiego Berka Joselewicza, śmiertelnie rannego w bitwie pod Kockiem z Austriakami. Na mogile znajduje się pionowy głaz z napisem „Berek Joselewicz ur. 1760 zg. 1809. Tu pochowany". W 1909 roku, w setną rocznicę śmierci pułkownika, poniżej kamienia nagrobnego umieszczono kamień pamiątkowy. 